# Boarmia flavimedia
Boarmia flavimedia är en fjärilsart som beskrevs av George Francis Hampson 1895. Boarmia flavimedia ingår i släktet Boarmia och familjen mätare. Inga underarter finns listade i Catalogue of Life.